# Humbert de Moyenmoutier
Humbert de Moyenmoutier (aussi Humbertus Burgundus, Humbertus de Silva Candida) est un moine de l'abbaye bénédictine de Moyenmoutier dans les Vosges. Né vers l'an mil, Humbert est appelé à faire carrière à Rome après l'élection à la papauté en 1049 de l'évêque de Toul, Brunon de Dabo-Eguisheim, neveu de l'empereur d'Allemagne, sous le nom de Léon IX. Diplomate intransigeant, il contribue au grand schisme avec l'Orient. Il mourut à Rome le 5 mai 1061.

## Un moine bénédictin érudit
Né aux environs de l’année 1000, Humbert fut d’abord moine au monastère bénédictin de Moyenmoutier en Lorraine où il étudia le grec, langue qu'il ne maîtrisera toutefois jamais très bien. 
Humbert de Moyenmoutier, moine bénédictin, est le rédacteur rigoureux probable de la Vita Hidulphi. La vie d'Hydulphe qui est le lointain patron fondateur de l'abbaye de Moyenmoutier l'intéresse comme toutes les traces des hommes de foi appartenant aux siècles passés qui se sont engagés dans les missions de l'Église au cœur de l'Empire franc, et en particulier en Lotharingie. Ce bénédictin studieux, instruit par les lectures, ne doute en aucune manière que la Haute et Basse-Lorraine ne soient au centre de la chrétienté[réf. nécessaire].

## Prélat auprès du pape
Humbert accompagna Bruno d'Eguisheim-Dagsbourg, évêque de Toul à Rome, où ce dernier fut élu pape le 1er février 1049. Humbert obtient en 1051 un rôle de conseiller à la Curie romaine avec le titre de cardinal-évêque de Silva Candida, il a un pouvoir théorique d'archevêque de Sicile. Il devint spécialiste des questions grecques à la Curie. Grand érudit mais de mentalité étroite et de caractère emporté, il déteste les Grecs. Ce moine vosgien instruit et cultivé, mais d'une réserve austère et d'une fermeté doctrinale peu propice à l'accomplissement d'une tâche diplomatique délicate, est chargé par le pape de conduire une importante légation auprès de l'empereur d'Orient à Byzance.
En 1057, il publie l'Adversus simoniacos dans lequel il rappelle que dans la coopération entre empire et sacerdoce, c'est l'Église, âme du corps ecclésial dont le roi est la tête, qui détermine ce qu'il faut faire. Il reconnaît que le roi prend part à l'élection des prélats, mais souligne que cela ne signifie pas qu'il lui revient de les choisir et encore moins de les investir. Cet écrit marque le début de la radicalisation de la réforme grégorienne commencée sous Léon IX et ouvre ainsi la voie à la querelle des Investitures qui opposa la papauté et le Saint-Empire romain germanique entre 1075 et 1122.

## Légat pontifical, acteur dépassé par les évènements du grand schisme chrétien entre Occident et Orient
À l'époque, l'Empire byzantin est complaisant avec les intérêts normands et manifestement hostile à la papauté. La rupture abrupte des négociations avec les responsables trop subtils de l'église byzantine peut être imputée au cardinal Humbert[réf. nécessaire]. Elle initie une détérioration catastrophique des relations entrainant le grand schisme religieux.
Maints historiens[réf. nécessaire] affirment que le légat Humbert joue le grand rôle clef dans le grand schisme d'Orient entre l'Église byzantine et l'Église romaine. C'est lui qui excommunie le patriarche Michel Ier Cérulaire le 16 juillet 1054 alors que le pape Léon, affaibli par sa captivité dans les geôles normandes, est mort le 19 avril (et que son successeur, le pape Victor II n'a pas encore été élu). Humbert de Moyenmoutier apprend par pigeons voyageurs, durant le long voyage qui l'amène à Byzance, la mort du pape Léon. Il amenait dans ses bagages, à toutes fins utiles, un écrit plénipotentiaire lui permettant d'excommunier ses contradicteurs si les négociations n'arrivaient pas à aboutir. Une fois arrivé à Byzance, très inconforté par la mort du pape Léon dont il aurait pu attendre des instructions quant à la manière de mener au mieux la négociation dont il a été chargé, Humbert se rend directement à la basilique Sainte-Sophie où il pose sans mot dire l'écrit d'excommunication sur l'autel de la basilique et se retire. Les Byzantins incrédules lisent le document et en retour, le légat pontifical est immédiatement excommunié par Michel Ier Cérulaire. Cet incident dû à un manque de diplomatie de la part du légat du pape et à son incapacité à appréhender la situation a été en quelque sorte le détonateur du grand schisme d'Orient.
Le 7 décembre 1965, avant-dernier jour du IIe concile œcuménique du Vatican, le patriarche Athénagoras Ier de Constantinople lève l'excommunication prononcée contre le cardinal Humbert de Moyenmoutier en même temps que le pape Paul VI lève celle contre le patriarche Michel Ier Cérulaire.